# 连柱金丝桃
连柱金丝桃（学名：Hypericum cohaerens）为藤黄科金丝桃属下的一个种。

## 扩展阅读
- 維基物種上的相關：连柱金丝桃